# آرلی
آرلی (به انگلیسی: Arley) شهرکی است در ایالت آلاباما در کشور آمریکا.

## مکان
آرلی در موقعیت () قرار دارد.
با توجه به اطلاعات اداره آمار آمریکا مساحت آن در حدود ۷٫۲ کیلومترمربع است.

## مردم‌شناسی
با توجه به آمار سال ۲۰۰۰ جمعیت آن ( نفر، ۱۲۳ خانواده در آن ساکن هستند.
تعداد ۱۳۹ واحد خانه در هر مساحت تقریبی (۱۹،۲akm²) قرار دارد.
۱۷،۹% درصد از خانواده‌های فرزند زیر ۱۸ سال داشتند که از این تعداد ۶۰،۲% درصد زوج بوده و ۹،۸% درصد زنان بدون شوهر و ۲۷،۶% درصد نیز غیر خانواده بودند.
متوسط درآمد یک خانواده در حدود ۳۱،۰۰۰ است و زنان درآمد متوسط ۲۵،۷۵۰ دلار آمریکاو مردان درآمد متوسط ۱۶،۶۶۷ دلار آمریکا بدست می‌آورند.